# Opuntia echios
Opuntia echios là một loài thực vật thuộc họ Cactaceae. Đây là loài đặc hữu của quần đảo Galápagos (Ecuador) và tiếng Anh thường gọi là Galápagos prickly pear, nhưng có năm loài vợt gai cũng là đặc hữu của quần đảo (O. galapageia, O. helleri, O. insularis, O. megasperma and O. saxicola).

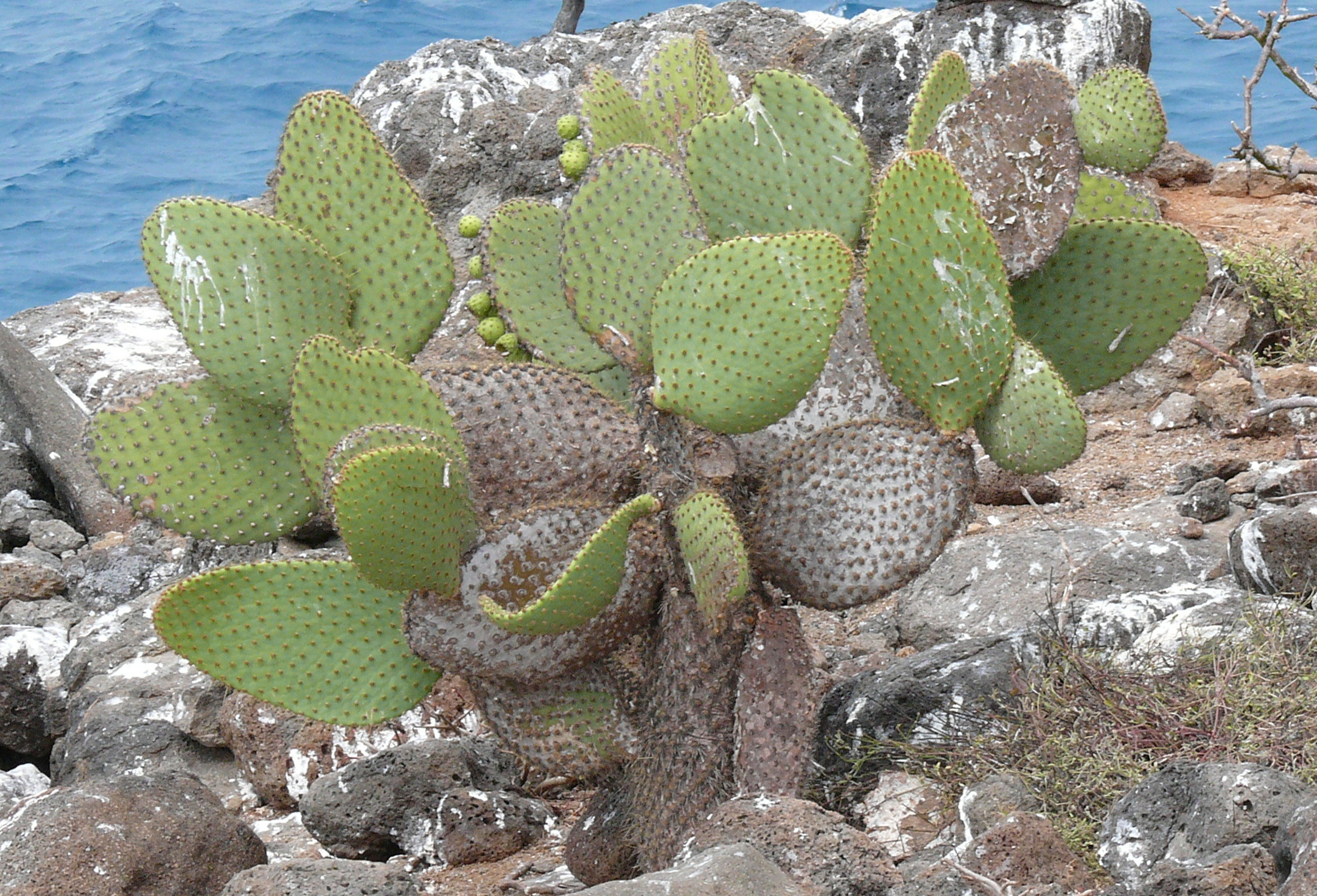
Opuntia echios var. zacana là một thứ nhỏ

Opuntia echios có năm thứ, mỗi thứ có bề ngoài và phân bố khác nhau: Opuntia echios var. echios trên đảo Santa Cruz, Baltra, Daphne Major và South Plaza, Opuntia echios var. barringtonensis trên đảo Santa Fe, Opuntia echios var. gigantea gần Vịnh Academy trên Santa Cruz, Opuntia echios var. inermis trên Sierra Negra Volcano của Isabela và Opuntia echios var. zacana trên đảo North Seymour.

## Hình ảnh

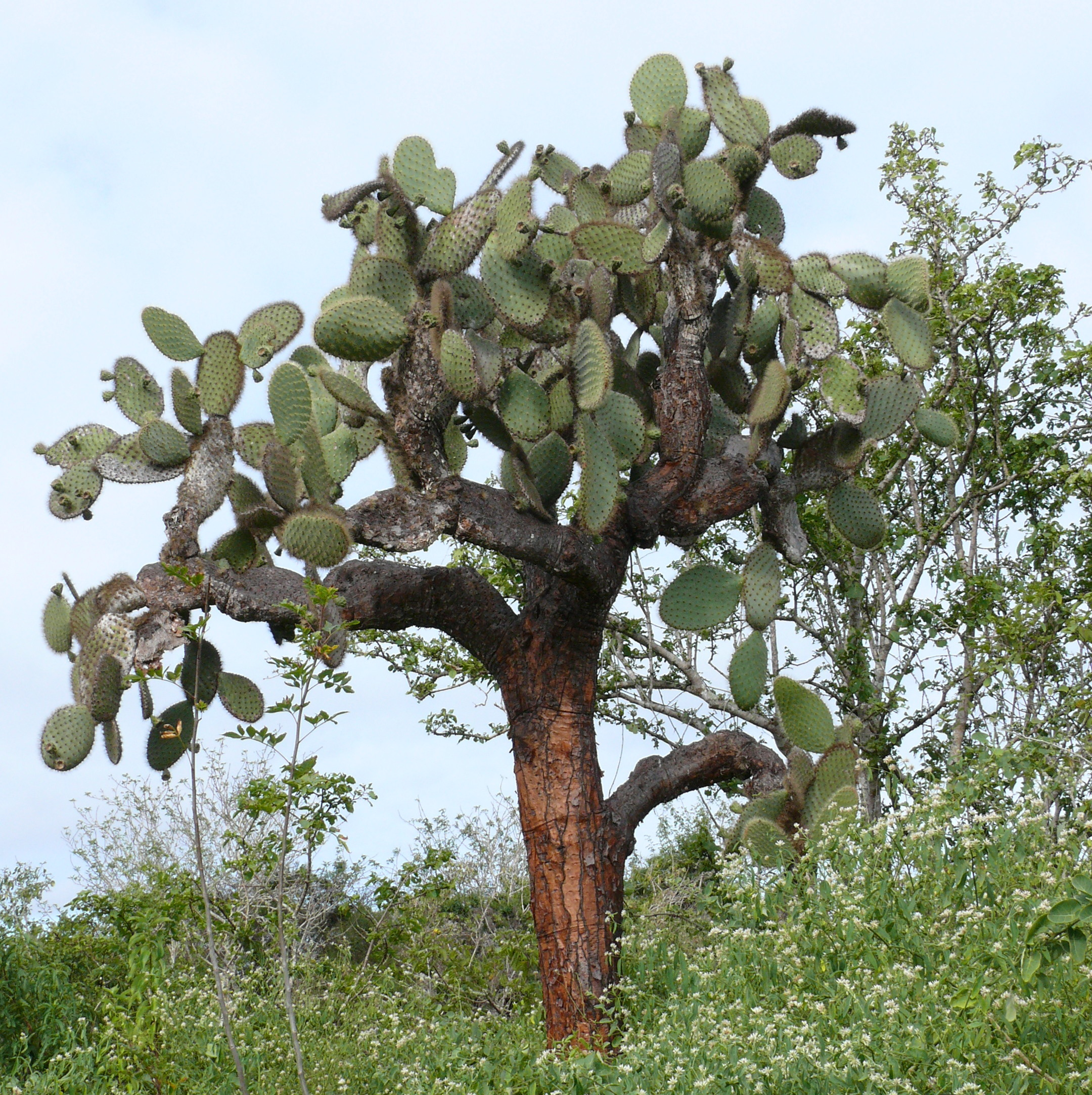
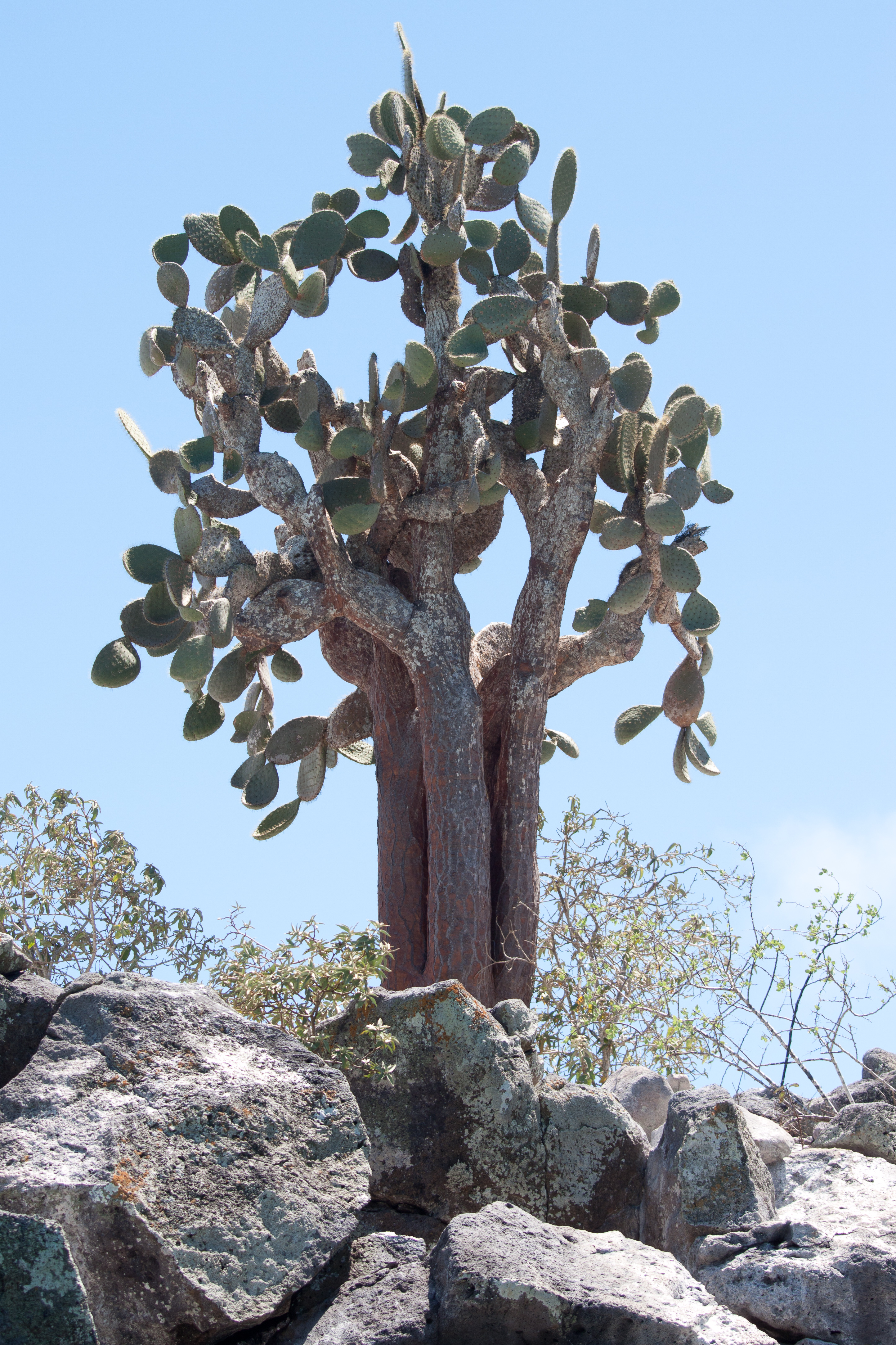
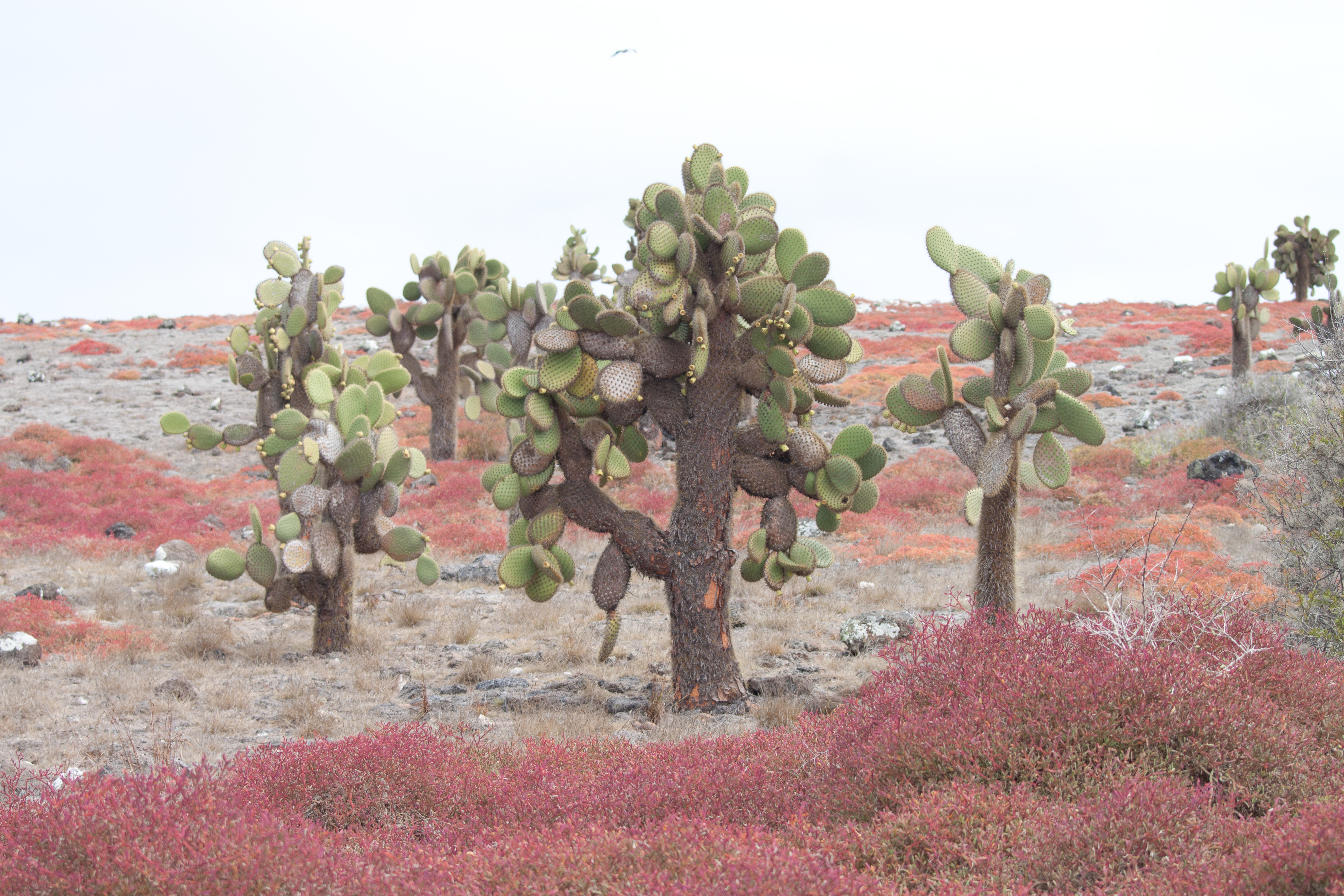
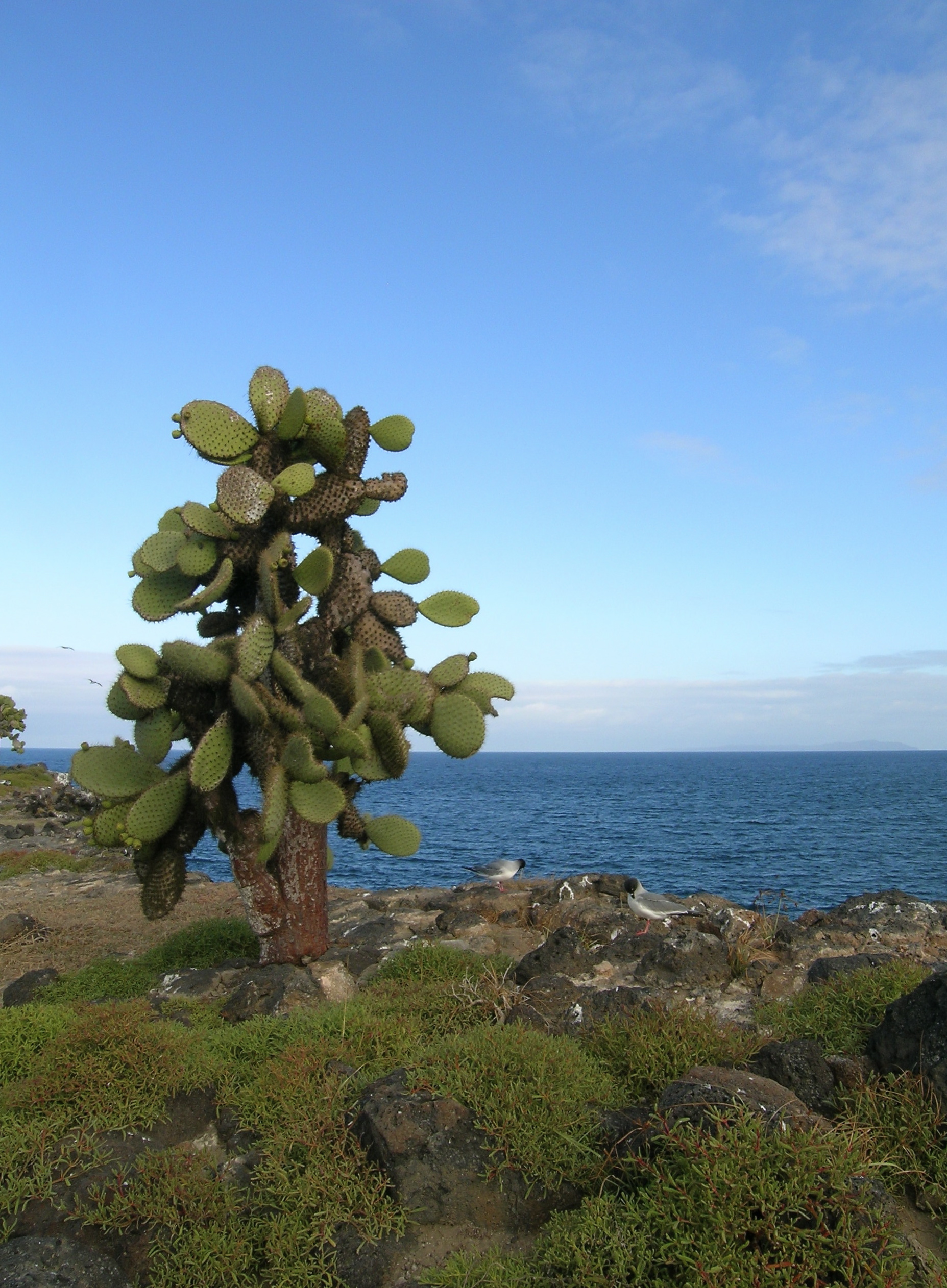